# Museo comunale Antonio Cordici
Il museo comunale "Antonio Cordici" è un museo comunale che si trova a Erice, con le diverse sezioni suddivise su tre sedi.

## Storia
La storia del museo "Antonio Cordici" ha inizio nel secolo scorso quando, nel 1876, con alcuni reperti archeologici appartenenti alle collezioni Hernandez, monete della collezione Cordici, oggetti in possesso della famiglia Coppola, ed alcune opere provenienti da chiese e monasteri, soppressi per effetto delle leggi Siccardi, venne istituito ad Erice il museo civico, dedicato allo storico ericino Antonio Cordici (1586-1666), quale pieno riconoscimento per essere stato il primo collezionista del territorio.
L’iniziale collocazione del neonato museo fu ospitata al piano terra del palazzo comunale ed in seguito, nel 1939, nei piani superiori dello stesso palazzo (in quelli che furono del teatro comunale). Infine nei locali attigui alla Biblioteca comunale.
Nel 2011 la sezione archeologica e nel 2015 le altre, vengono trasferite nei locali dell’ex convento dell’ordine di San Francesco. Il museo presenta una sezione archeologica, una sezione di arte sacra, una sezione di armi, una sezione di arti figurative ed una sezione di arte contemporanea, dedicata alla collezione “La Salerniana”.
È presente inoltre negli spazi museali una sala che regolarmente ospita delle mostre temporanee.

## Sezioni

### Sezione archeologica
Il reperto sicuramente più rappresentato, e di conseguenza più conosciuto, è la cosiddetta "testina di Venere" reperto in marmo di età ellenistica, IV a.C., in marmo bianco, presenta la divinità Afrodite con un’acconciatura con tenia e chignon. Nella stessa teca si trova un frammento lapideo di età Romana con dedica alla Venere ericina.
I reperti più antichi sono una scheggia ed una lama in quarzite risalenti al 12.000 a.C. periodo dei primi insediamenti in grotta, anche se ritrovamenti di ossa fossilizzate di elefante e ippopotamo, presso la grotta Emiliana, del 2014, ci danno certezza ce già dal 200.000 a.C. il territorio fosse abitato.
Della sezione fa parte anche il cosiddetto vaso geminato, o a saliera, risalente al periodo Eneolitico. A completare la sezione archeologica si ritrovano invece frammenti di ceramica elima, monili fenicio punici, tra cui due scarabei (egyptiaca), ceramica greco italica, romana, oltre che una sezione dedicata a vetri soffiati romani di età Imperiale.

### Sezione di arte sacra
Sono musealizzati manufatti in ceroplastica, “scarabattole”, paramenti sacri del Settecento, un Paliotto in fili d’oro ed una vera di pozzo. L’esempio per eccellenza all’interno del museo Cordici è “La Sacra Famiglia – Fuga in Egitto”, l’opera è in legno dipinto ed intagliato, ha una forma quadrangolare, su tre dei suoi lati vi sono pannelli in vetro che consentono di ammirare l’opera posta all’interno. All’interno del tronetto è rappresentata la fuga in Egitto della Sacra Famiglia. I personaggi sono realizzati in ceroplastica e sono collocati in uno scenario naturalistico tra arbusti, foglie, rami e fiori. La Madonna in groppa ad un asinello guidato da un angelo tiene tra le braccia Gesù Bambino; la statuetta raffigurante San Giuseppe che si trova sulla destra è parzialmente coperta dalla vegetazione. Tra gli arbusti vi sono angioletti circondati da fiori, arbusti e foglie. Il Paliotto è in broccato di seta color avorio, le decorazioni sono ricamate con fili d’oro e d’argento. La vera di pozzo, il cui restauro è stato completato nel 2019, proviene dal Duomo di Erice, è decorata con visi di putti e motivi floreali classicheggianti, probabilmente di scuola gaginiana, risale al XV secolo. Un presepe in alabastro del XVIII all’interno di una scarabattola ci mostra la miscellanea di materiali utilizzati per la realizzazione di opere inedite. Presenti nella stessa sezione degli argenti della fine del XVIII secolo ed alcuni manoscritti, testimonianze della letteratura ericina.

### Sezione armi
Ospita una collezione di armi da fuoco garibaldine nonché una piccola sezione di armi bianche. Le armi da fuoco di maggior rilievo sono una sciabola da combattimento con elsa in rame, un moschetto Austro-ungarico privo di baionetta ma completo di attuatore ed un moschetto di fabbricazione italiana con baionetta con ben visibile l’incisione della matricola.

### Sezione arti figurative
Raccoglie opere sia scultoree sia pittoriche.
Le sculture presenti portano la firma di Antonello Gagini, scultore di origine ticinese trapiantato in Sicilia. L’opera principale è l’Annunciazione, trittico marmoreo del 1525, proveniente dalla Chiesa del Carmine, dove si trova una copia. L’opera venne commissionata al Gagini dal nobile ericino Giacomo Pilati per l’altare della Chiesa appartenente alla sua famiglia. Al centro del gruppo, lo stemma della famiglia Pilati: un cato manicato accompagnato nella punta da tre palle; sempre accreditata al Gagini l’opera scultorea rappresentante Dio Padre.
La parte pittorica della sezione comprende opere che coprono un lasso temporale abbastanza vasto. È presente un quadro della Madonna di Custonaci, di artista ignoto, risalente al XVII, oltre che un’inedita rappresentazione dell’educazione di Maria, rappresentata con i genitori Sant'Anna e San Gioacchino, oltre che un quadro della Madonna dei Sette Dolori, proveniente dal monastero del SS. Salvatore, il tema iconografico rappresentato nell'opera evidenzia l’ampia influenza fiamminga dell’artista. A completare la sezione delle arti figurative, alcune opere pittoriche dell’artista trapanese Domenico La Bruna.

### Sezione etno-antropologica
Al Quartiere spagnolo, vi è la sede della sezione etnoantropologica del Polo museale.
- Arti e mestieri di una volta
- Erice, terra di mare
- Artigianato ericino

### Sezione arte contemporanea
La sezione è dedicata interamente alla collezione “La Salerniana”. L’associazione artistico culturale venne fondata dal poeta Giacomo Tranchida che ebbe l'idea di istituire un premio d'arte di pittura estemporanea da esporre negli spazi di via notar Salerno ad Erice.
Le opere che arricchiscono la collezione del museo Cordici abbracciano tutto l’arco temporale della vita dell’associazione: sono presenti opere di artisti che vanno dagli anni Settanta fino ai primi anni Duemila, tra i quali Cossyro, Sanfilippo, Simeti.